# Ровере-Веронезе
Ровере-Веронезе (італ. Roveré Veronese, вен. Roveré Veronese) — муніципалітет в Італії, у регіоні Венето,  провінція Верона.
Ровере-Веронезе розташоване на відстані близько 430 км на північ від Рима, 105 км на захід від Венеції, 19 км на північ від Верони.
Населення — 2143 особи (2014).
Щорічний фестиваль відбувається 6 грудня. Покровитель — San Nicolò.

## Демографія
Населення за роками:

Станом на 1 січня 2023 року в муніципалітеті офіційно проживав 151 іноземець з 22 країн, серед них 100 громадян країн Євросоюзу.

## Сусідні муніципалітети
- Боско-К'єзануова
- Черро-Веронезе
- Греццана
- Сан-Мауро-ді-Саліне
- Сельва-ді-Проньо
- Вело-Веронезе
- Верона